# Nam Bộ kháng chiến (bài hát)
Nam Bộ kháng chiến là một bài hát nhạc đỏ nổi tiếng của nhạc sĩ Tạ Thanh Sơn, đây cũng là tác phẩm để đời của ông.

## Tổng quan
Bài hát được sáng tác vào năm 1946, năm xảy ra xung đột quân sự giữa Việt Nam và liên quân Anh, Pháp, Nhật trước khi chiến tranh Đông Dương bùng nổ, được lấy mốc là ngày 23 tháng 9 năm 1945, khi các lực lượng quân sự Việt Nam chống lại việc Pháp tái chiếm Nam Bộ. Đây là một trong những bài hát nhạc đỏ đặc biệt khi viết về một ngày, một sự kiện đặc biệt. Tạ Thanh Sơn đã sáng tác bài hát này tại làng Mỹ Xương, nay thuộc tỉnh Đồng Tháp, sau khi hoàn thành khóa huấn luyện chính trị và tham gia vào đội tuyên truyền của Quân khu 8. Bài hát này đã từng được dùng làm nhạc hiệu mở đầu buổi phát sóng phát thanh, truyền hình của Báo và Phát thanh, Truyền hình Vĩnh Long từ 1992 đến 2012.